# Boltzmannekvationen
Boltzmannekvationen är en ekvation som inom fysiken beskriver det statistiska beteendet hos ett termodynamiskt system som inte är i jämvikt. Ekvationen utvecklades av Ludwig Boltzmann 1872. Ekvationen beskriver hur sannolikheten att befinna sig i ett visst tillstånd förändras med tiden.

## Ekvationen
Låt {\displaystyle f(\mathbf {r} ,\mathbf {p} ,t)} beteckna täthetsfunktionen som beskriver hur många partiklar i ett system som har en position inom en kub med volym {\displaystyle d^{3}\mathbf {r} } runt {\displaystyle \mathbf {r} } och en rörelsemängd inom en kub med volym {\displaystyle d^{3}\mathbf {p} } runt {\displaystyle \mathbf {p} } vid tiden {\displaystyle t}, det vill säga
{\displaystyle dN=f(\mathbf {r} ,\mathbf {p} ,t)d\mathbf {r} d\mathbf {p} }
Boltzmannekvationen beskriver hur denna täthetsfunktion förändras med tiden:
| Boltzmannekvationen {\displaystyle {\frac {\partial f}{\partial t}}=\left({\frac {\partial f}{\partial t}}\right)_{\text{kraft}}+\left({\frac {\partial f}{\partial t}}\right)_{\text{diff}}+\left({\frac {\partial f}{\partial t}}\right)_{\text{koll}}} |
där den första termen beskriver påverkan av en yttre kraft på partiklarna, den andra termen beskriver partiklarnas diffusiva beteende och den tredje termen beskriver kollisioner mellan partiklarna.